# Muhammad Ibn Abd al-Wahhab
Muhammad ibn Abd al-Wahhab (arab. ‏محمد ابن عبد الوهاب‎; ur. 1703 w Arabii, w Al Uyaynah, zm. 1792 w Ad-Dirijja) – muzułmański sunnicki teolog, twórca wahhabizmu – muzułmańskiej doktryny polityczno-religijnej, głosząca powrót do pierwotnej czystości islamu i dosłowne postrzeganie Koranu.

## Życiorys
Muhammad Ibn Abd al-Wahhab urodził się w małym miasteczku Uyaynah położonym na terytorium Najd w północno-środkowej Arabii. Wywodził się z rodziny o tradycjach religijnych – jego dziadek był muftim Nadżdu, a ojciec quadim – sędzią szkoły hanbalickiej w Al-Uyaynahie, gdzie nauczał prawa w lokalnych szkołach meczetowych. Muhammad od swojego ojca otrzymał wczesne wykształcenie. Muhammad opuścił Uyaynah w młodym wieku i prawdopodobnie udał się najpierw do Mekki na pielgrzymkę, a następnie do Medyny, gdzie pozostał przez dłuższy czas. Tutaj był pod wpływem wykładów Shaykha Ibrahima bin Abdullaha Al Suwaeyela na temat neo-Hanbali doktryn Ibn Tajmijja. Po ukończeniu formalnej edukacji w Medynie w Abd al-Wahhāb przez wiele lat mieszkał za granicą. Przez cztery lata nauczał w Basrze w Iraku, a w Bagdadzie poślubił zamożną kobietę, której majątek odziedziczył po jej śmierci. Spotkał się z szeregiem praktyk mistycznych (sufickich), a także z wierzeniami i rytuałami szyickimi, co było dla niego nie do przyjęcia i stało się jednym z czynników, które skłoniły go do przemyśleń nad kwestią monoteizmu. W 1736 r. w Iranie zaczął nauczać przeciwko temu, co uważał za skrajne idee różnych przedstawicieli doktryn sufickich. Po powrocie do rodzinnego miasta napisał Kitāb al-tawḥīd – Księgę Jedności Boga, która jest głównym tekstem doktryn wahhabizmu. Lokalny amir przyjął jego nauki i zaczął działać zgodnie z niektórymi z nich, takimi jak niszczenie grobowców w okolicy. Kiedy ta działalność wywołała powszechny sprzeciw, Muhammad przeniósł się do Dirijja, małego miasta w Najd w pobliżu dzisiejszego Rijadu. Tutaj zawarł sojusz z amirem Muhammadem bin Saudem Al Muqrinem, który obiecał wsparcie wojskowe w imieniu religijnego powołania Muhammada ibn Abd al-Wahhab. Ibn Abd al-Wahhab spędził resztę swojego życia w Dirijja, nauczając w lokalnym meczecie, doradzając najpierw Muhammadowi bin Saudowi, a następnie jego synowi i rozpowszechniając swoje nauki poprzez zwolenników w Najd i Iraku..